# Edson (ur. 1962)
Edson Aparecido de Souza (ur. 29 listopada 1962) – brazylijski piłkarz występujący na pozycji pomocnika.

## Kariera klubowa
Od 1986 do 2000 roku występował w klubach Yomiuri, Bellmare Hiratsuka i Yokogawa Electric.